# Tribunal Administrativo e Fiscal de Mirandela
O Tribunal Administrativo e Fiscal de Mirandela é um tribunal português, sediado em Mirandela, pertencente à jurisdição administrativa e tributária.
Este tribunal tem jurisdição sobre os seguintes municípios:
| - Distrito de Bragança: - Mirandela (sede) - Alfândega da Fé - Bragança - Carrazeda de Ansiães - Freixo de Espada à Cinta - Macedo de Cavaleiros - Miranda do Douro - Mogadouro - Torre de Moncorvo - Vila Flor - Vimioso - Vinhais | - Distrito de Vila Real: - Vila Real - Alijó - Boticas - Chaves - Mesão Frio - Mondim de Basto - Montalegre - Murça - Peso da Régua - Ribeira de Pena - Sabrosa - Santa Marta de Penaguião - Valpaços - Vila Pouca de Aguiar |

O Tribunal Administrativo e Fiscal de Mirandela está integrado na área de jurisdição do Tribunal Central Administrativo Norte.